# Giuseppe Giordano (calciatore)
Giuseppe Giordano (fl. XX secolo) è stato un calciatore italiano di ruolo centrocampista e attaccante.

## Carriera
Fu calciatore dell'Andrea Doria dal 1907 al 1913. Con il club biancoblu ottenne due terzi posti nella Prima Categoria 1907 e 1908 oltre ad un quarto nel girone principale della Prima Categoria 1910-1911.